# F. C. Bayerlein
Die Spinnerei, Zwirnerei und Färberei F. C. Bayerlein war ein 1809 gegründetes Textilunternehmen in Bayreuth, das 1979 stillgelegt wurde.

## Geschichte

### Gründungsphase

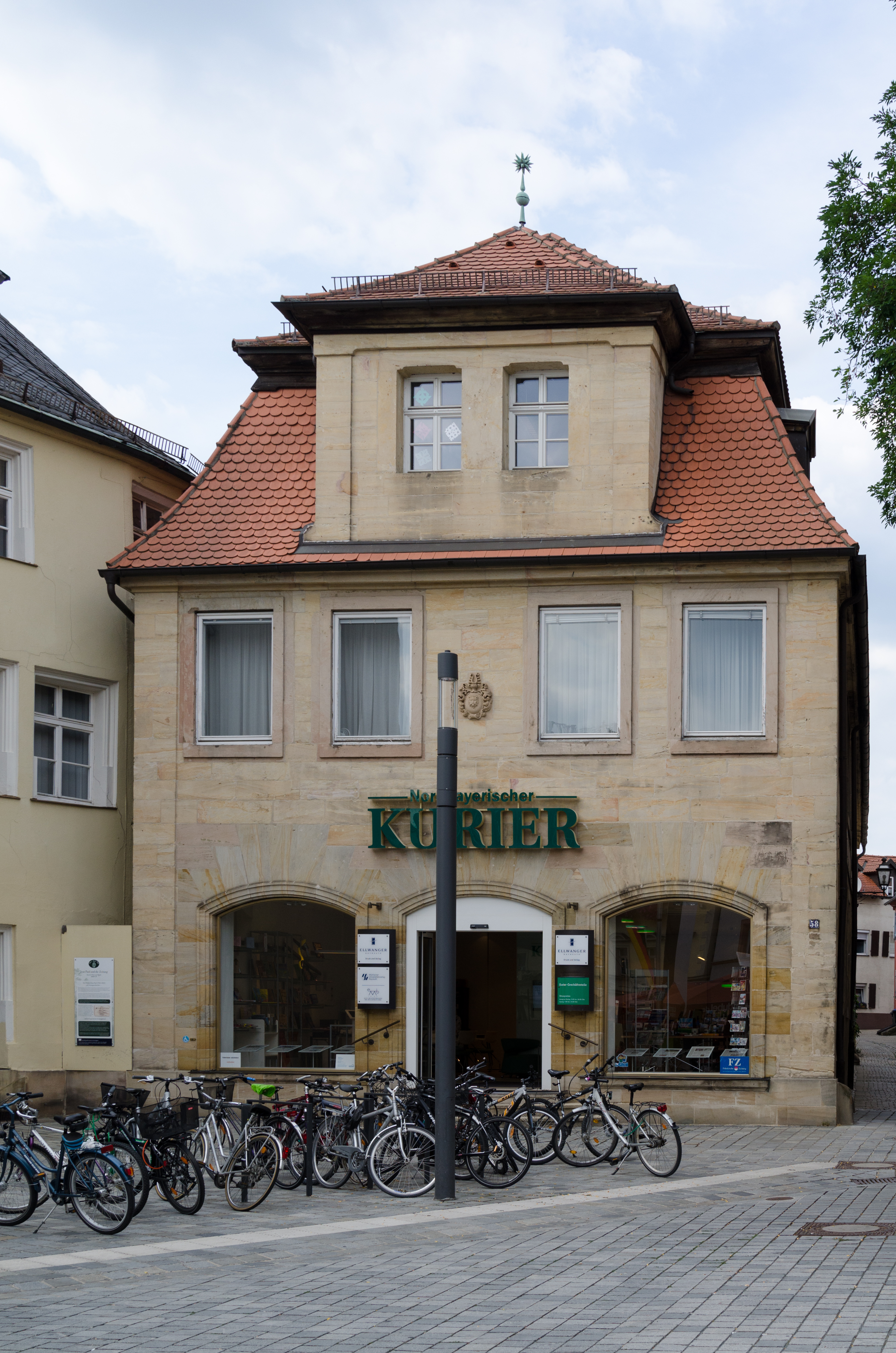
Maximilianstraße 58 in Bayreuth

Während der französischen Besetzung des Fürstentums Bayreuth ersteigerte der Kaufmann Johann Gotthilf Bayerlein (1769–1821) am 26. Januar 1809 das Haus mit der heutigen Anschrift Maximilianstraße 58 in Bayreuth und eröffnete dort ein Kurz- und Schnittwarengeschäft. Später ergänzte der Tuchhandel und ab ca. 1826 eine eigene Wollweberei die geschäftlichen Aktivitäten. Bereits in dieser frühen Phase kamen Rohstoffe aus dem europäischen Ausland (z. B. Italien, Spanien, Großbritannien) und wurden Produkte dorthin exportiert.

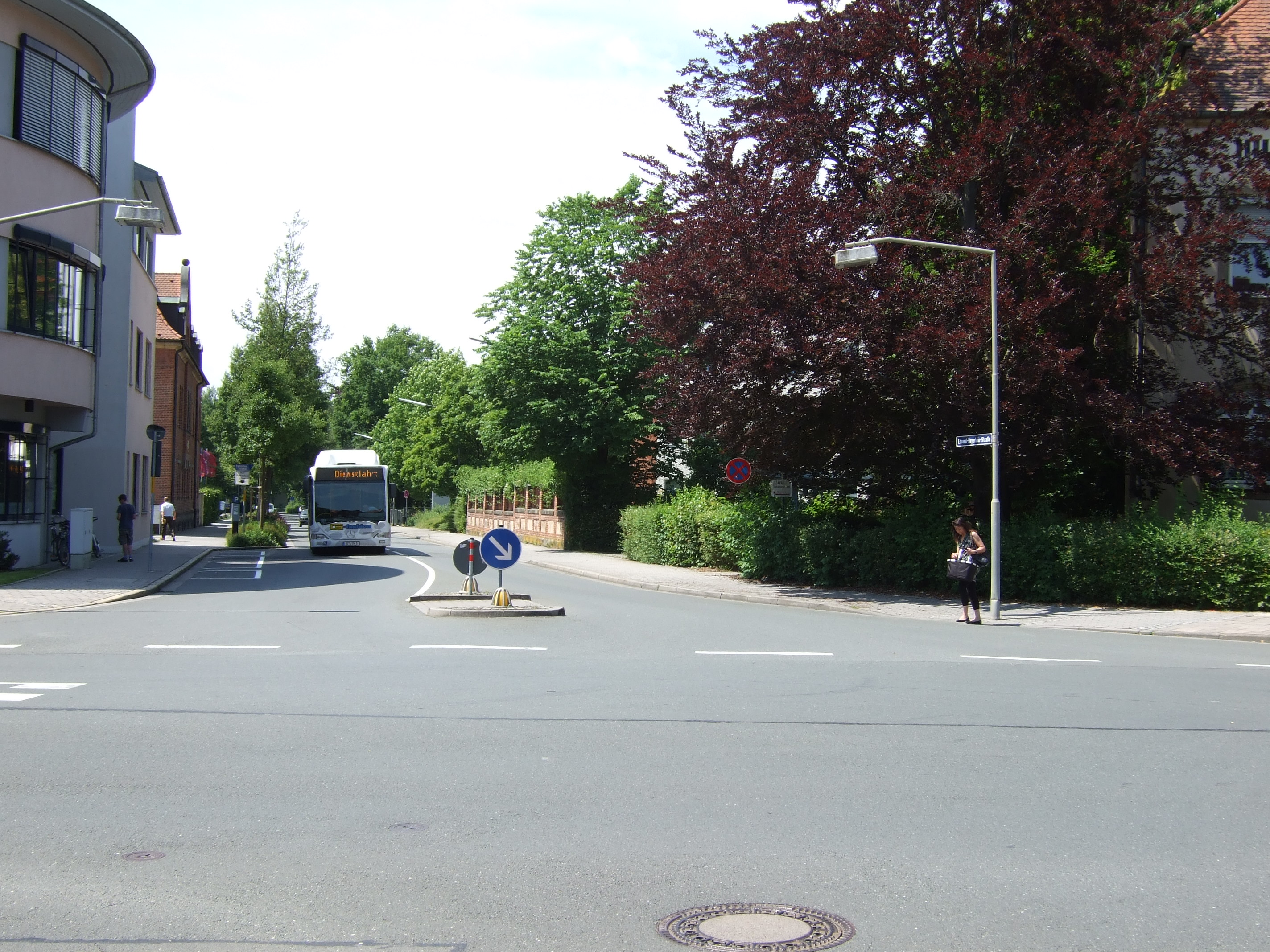
Blick auf die heutige Eduard-Bayerlein-Straße in Bayreuth – das Ziegelsteinhaus auf der linken Straßenseite ist das erhaltene Verwaltungsgebäude der Spinnerei

Ab 1832 übernahm der Sohn Friedrich Christian Bayerlein (1810–1893) das Geschäft, nach dessen Initialen die Firma gebildet wurde. Die geschäftlichen Aktivitäten in den Bereichen Kurz- und Schnittwaren gingen zugunsten der eigenen Tuchherstellung und Textilfärberei zurück. Ab 1853 erteilte die Regierung von Oberfranken die Konzession zur „Errichtung eines Fabrikgeschäftes mit baumwollenen und halbbaumwollenen Waren“. Im Jahr 1854 verlegte Bayerlein seine Fabrik nach Neudrossenfeld und nach dem Anschluss Bayreuths an das Eisenbahnnetz zwischen 1860 und 1867 wieder stufenweise in die Stammstadt zurück. Dort wurde ab 1876 an der Straße Graben eine Fabrik in Betrieb genommen.

### Blütezeit
Ab 1879 übernahmen zunächst die beiden Söhne Julius und Eduard Bayerlein (1852–1913) von ihrem Vater das Geschäft. Nachdem Julius nach Differenzen auf eigenen Wunsch ausgeschieden war, führte Eduard den Betrieb allein weiter. Er setzte diverse Ausbaupläne in die Tat um und errichtete neue Gebäude für das Unternehmen, unter anderem 1894 die mechanische Spinnerei mit Dampfbetrieb an der heutigen Eduard-Bayerlein-Straße.
Starke Konkurrenz für das Unternehmen waren die ebenfalls im Ort ansässigen Betriebe Mechanische Baumwoll-Spinnerei Bayreuth und Neue Baumwollen-Spinnerei Bayreuth (NSB).

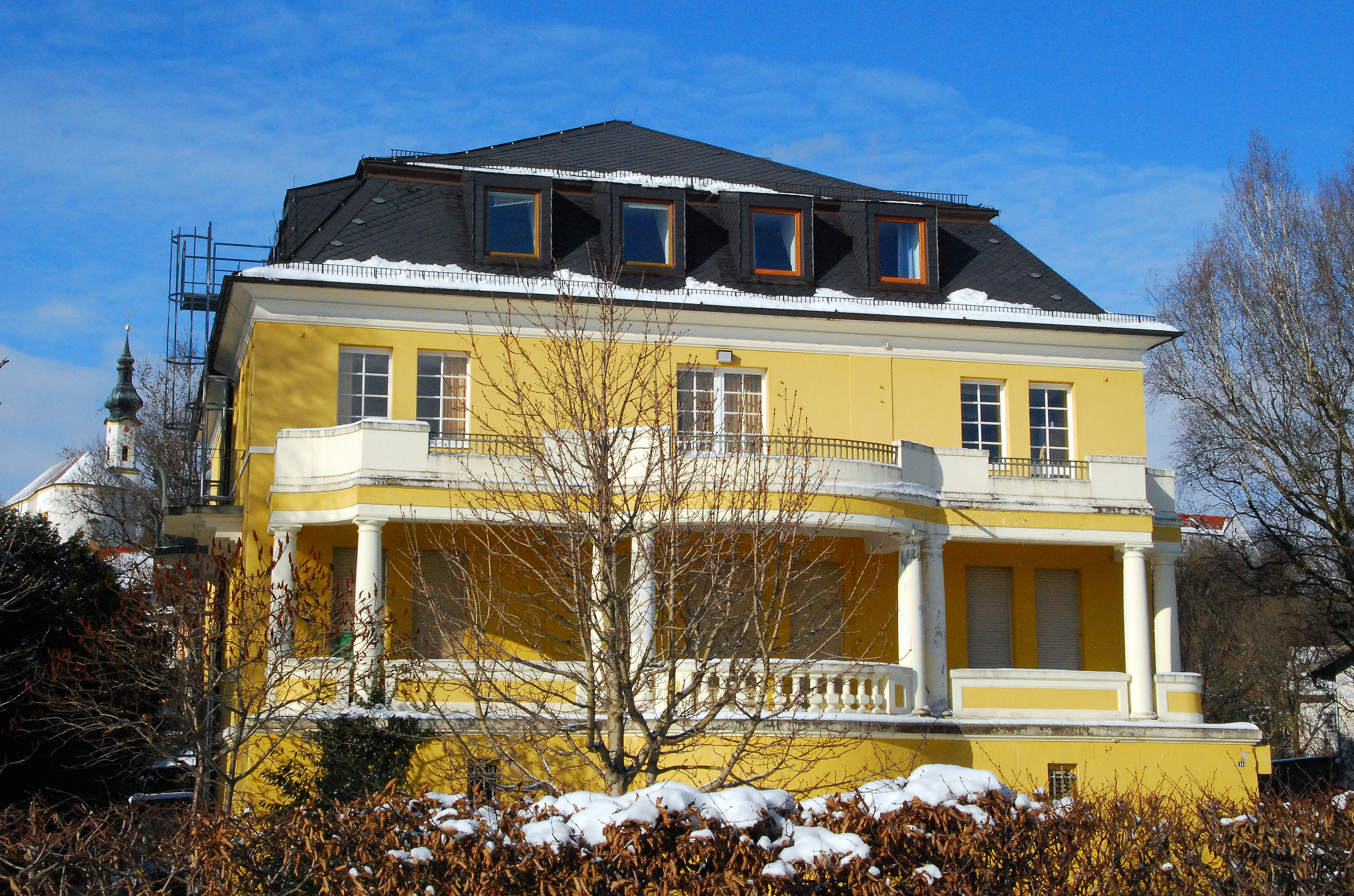
1923 erbaute Villa Bayerlein am Starnberger Bahnhofplatz

Um 1908 fanden Auseinandersetzungen und Machtkämpfe mit den neu gegründeten Gewerkschaften statt, in denen es vornehmlich um Lohnerhöhungen ging. Ab 1913 übernahm Adolf Bayerlein (1879–1946) von seinem verstorbenen Vater die Fabrik, die ab 1916 im Rahmen des Hindenburg-Programms während des Ersten Weltkriegs als „kriegswichtiger Betrieb“ eingestuft wurde. Aufgrund kriegsbedingten Materialmangels musste die Spinnerei jedoch auf die Herstellung und Verarbeitung von Papiergarn umgestellt werden. Auch der Mangel an Brennstoffen zur Energiegewinnung bereiteten dem Betrieb während des Kriegs und danach große Probleme.
1923 ließ Adolf Bayerlein in Starnberg eine Villa mit Blick auf den Starnberger See bauen. Ab 1931 trat sein Sohn Fritz Bayerlein (1905–1996) in den Betrieb ein.

### Zweiter Weltkrieg
Im Zweiten Weltkrieg wurden die Fabrikgebäude am 5. April 1945 bei einem Bombenangriff auf Bayreuth zu fast 80 % zerstört. Der Angriff galt der Firma Aero, die auf dem Gelände unter anderem Steuerungsanlagen für Kampfflugzeuge herstellen ließ. Bereits am 14. Januar 1941 hatte der Angriff eines einzigen Flugzeugs das Rohstofflager stark beschädigt.
Das Hamburger Unternehmen Aero teilte am 15. Dezember 1943 dem Reichsluftfahrtministerium sein vorgesehenes Fertigungsprogramm für Bayreuth mit: Lieferung kompletter Getriebe für das Jagdflugzeug Focke-Wulf Fw 190 sowie Zulieferung von Teilen für das Kampfflugzeug Junkers Ju 87 „Stuka“ und den Panzer Panther. Notwendig seien Bauten mit einer Nutzfläche von 3960 Quadratmeter bei einer Gesamtbelegschaft von 350 Personen. Am 1. Dezember 1943 wurde mit den Umbauten begonnen, die Vollproduktion sollte am 15. Januar 1944 anlaufen. In den vier umgebauten Hallen befanden sich unter anderem eine Schlosserei, ein Messprüfraum, eine Lichtpauserei, ein Material- und Werkzeuglager, eine Elektrikerabteilung, das Betriebsbüro, die Dreherei und Fräserei, die Schleiferei, die Werkzeugmacherei sowie die Härterei und die Schweißerei. Zum Schutz vor Luftangriffen waren drei Splitterbunker sowie Splittergräben für 100 Personen vorgesehen.
Für die bei Aero beschäftigten Zwangsarbeiter wurden im Februar 1944 zwei Baracken aufgestellt. Die insgesamt 211 Männer und Frauen stammten aus den Niederlanden, der Sowjetunion, Frankreich, Italien, Polen und Jugoslawien, die Jüngste unter ihnen war die 1929 geborene Russin Anna Romanenja. Weitere Hallen dienten als „Ostarbeiterunterkunft“ auf den Arealen der benachbarten Firmen Beyer & Co. und Rotter.

### Nachkriegszeit und Stilllegung
Fritz Bayerlein spezialisierte sich ab 1946 auf die Verarbeitung von synthetischen Fasern und baute den Betrieb weiter aus. Anfang der 1950er Jahre war der Wiederaufbau erfolgreich abgeschlossen und das Unternehmen zählte bereits wieder rund 750 Beschäftigte.
1963 traten Fritz Bayerleins Söhne Klaus (* 1936) und Dieter (1937–2020) in das Familienunternehmen ein. Der Rationalisierungsdruck und die zunehmende internationale Konkurrenz waren Anlass, den Spinnereibetrieb 1972 an die Kulmbacher Spinnerei zu verkaufen, in der Hoffnung, damit die Arbeitsplätze zu sichern.
1972 erwarb die Kulmbacher Spinnerei das Unternehmen und legte es 1979 still. Auf dem Gelände wurde im Juli 1993 ein Hotel eröffnet. Relikt ist die Haus- und Immobilienverwaltung Bayerlein, deren Ursprünge auf die Verwaltung der Arbeiter-Wohnhäuser der Spinnerei zurückgehen. Sie wird seit 1996 von Klaus Bayerlein geführt.

## Beschäftigtenzahlen

Beschäftigtenzahlen von 1875 bis 1939

Die Beschäftigtenzahlen entwickelten sich wie folgt:
- 1875: 47
- 1902: 333
- 1912: 610
- 1918: 191
- 1921: 560
- 1927: 612
- 1939: ca. 1000[7]
- Frühe 1950er Jahre: ca. 750[15]
- 1971: 500[1]

## Trivia
Eduard Bayerlein reiste im Juni 1895 nach Berlin und überreichte dort im Auftrag des Bayreuther Magistrats Otto von Bismarck den Ehrenbürgerbrief. Die Ehrenbürgerwürde der Stadt war dem „eisernen Kanzler“ anlässlich dessen achtzigstem Geburtstag im April verliehen worden.
Der Geheimrat Adolf Bayerlein, Kraftfahrzeug-Offizier im Ersten Weltkrieg, war 1906 der erste Bayreuther, der mit der Nummer II H 1 ein Kfz-Kennzeichen erhielt. Nach der Einführung des Führerscheins wurde er im April 1909 zum ersten Fahrprüfer der Stadt bestellt. Die Prüfungen erfolgten teilweise auf dem Gelände der Spinnerei, wo Bayerlein die Fahrkünste der Prüflinge ausnahmsweise auch einmal vom Fenster aus beurteilte. In der Regel scheint er allerdings ein strenger Prüfer gewesen zu sein.
1933 erhielt die nach dem in Bayreuth geborenen jüdischen Ingenieur Julius Herz benannte Herzstraße aus politisch-rassistischen Gründen den Namen Richthofenstraße; 1934 wurde sie dann in Eduard-Bayerlein-Straße umbenannt. Diese Umbenennung aus der Zeit des Nationalsozialismus war die einzige in der Stadt, die nach dem Ende des „Dritten Reichs“ nicht rückgängig gemacht wurde.